# A Good Old Fashioned Orgy
A Good Old Fashioned Orgy è un film del 2011 diretto da Alex Gregory e Peter Huyck.
Film commedia statunitense con protagonisti Jason Sudeikis e Leslie Bibb.

## Trama
Eric è un trentenne famoso nella sua cerchia di amici per le esclusive feste estive che organizza nella lussuosa casa al mare del padre. Quando i vari membri del gruppo iniziano a sistemarsi e il padre annuncia l’intenzione di vendere la casa, Eric decide di festeggiare con un’ultima rimpatriata memorabile e una bella orgia. Gli unici ostacoli da superare sono la riluttanza degli amici a partecipare al baccanale e una relazione nata con l’agente immobiliare che minaccia di vendere la casa prima che la festa abbia luogo.